# Gueto de Venecia

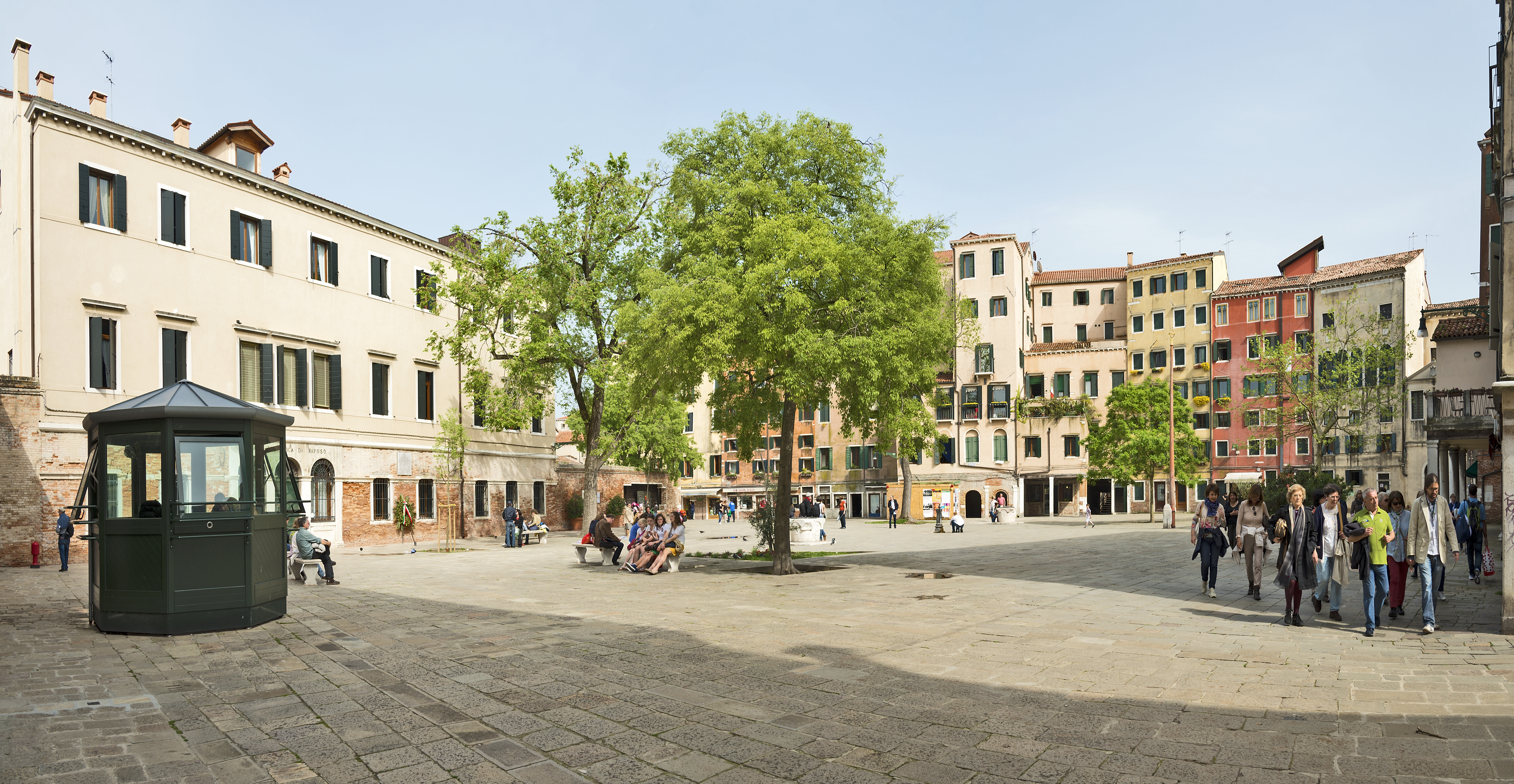
Plaza mayor del ghetto de Venecia.

El Ghetto era una zona de Venecia en el barrio (sestiere en idioma véneto) de Cannaregio. El nombre Ghetto es una deformación del véneto getto o gheto que significa «fundición», a cuya actividad estaba inicialmente dedicado el lugar, en el cual había unos hornos de hierro.

## Historia
La residencia en este barrio fue impuesta  por el dux de Venecia  Leonardo Loredan y el Senado de la misma República el  29 de marzo de 1516, y reservada como encierro de los judíos en la época de la República de Venecia. Fue sucesivamente ampliado, añadiendo a la pequeña isla llamada Ghetto Nuova de los orígenes (1516, llamada más comúnmente Ghetto Nuovo) el Ghetto Vecchio en 1541 y después, en 1633, el Ghetto Nuovissimo.
Es en este barrio que se encuentran los edificios más altos de Venecia. En razón de la imposibilidad de construir nuevos inmuebles debido al poco espacio, los edificios se fueron desarrollando verticalmente. 
Los monumentos más notables del barrio son las sinagogas, que antiguamente eran nueve, y hoy solo cinco. Por orden alfabético: 
- La Schola grande Tedesca (1528)
- La Schola Canton (1532)
- La Schola Levantina (1538)
- La Scola Spagnola (Sinagoga española de Venecia, 1555, reconstruida en 1654)
- La Scola Italiana (1575)

Algunas de las sinagogas se pueden visitar en una visita guiada conjunta con el Museo de la comunidad Hebraica, en pequeños grupos. Los sábados no se pueden visitar.
El Ghetto, tras haber sido uno de los barrios más modestos de Venecia, ha sido rehabilitado desde los años 2000.

## Historia de los judíos de Venecia
A partir de 1516, la iglesia católica creó en la República de Venecia, regulaciones onerosas a los judíos obligándolos a vivir en una zona de la ciudad donde estaban las fundiciones situadas en la antigüedad, conocidas en Venecia como "geti", portar una identificación y administrar casas de empeño en la ciudad a precios establecidos por la Serenísima República de Venecia, a cambio se les concedió la libertad de practicar su fe y dar protección en caso de guerra.
El "ghetto" era cerrado durante la noche, y los barcos de la guardia cristiana recorrían los canales circundantes para impedir violaciones nocturnas y robos. Su pronunciación gutural cambió el término veneciano "geto" a "gueto", así es como nació el primer gueto de Europa y la palabra que todavía se utiliza hoy para indicar varios lugares de marginación.
Fue eliminado en 1797 cuando las tropas comandadas por Napoleón entran en la ciudad.

## Vistas

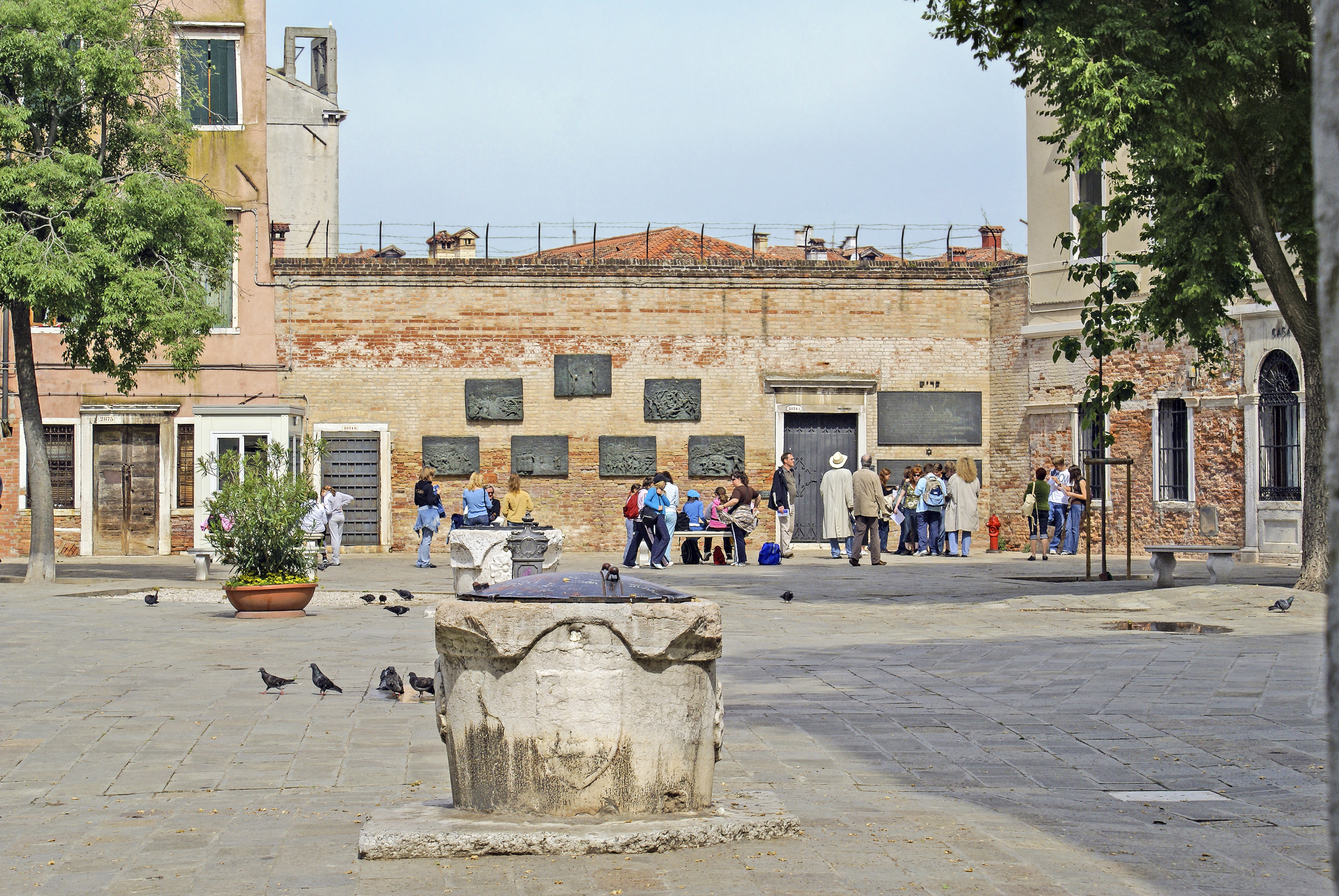
El muro del Campo del Ghetto Novo.
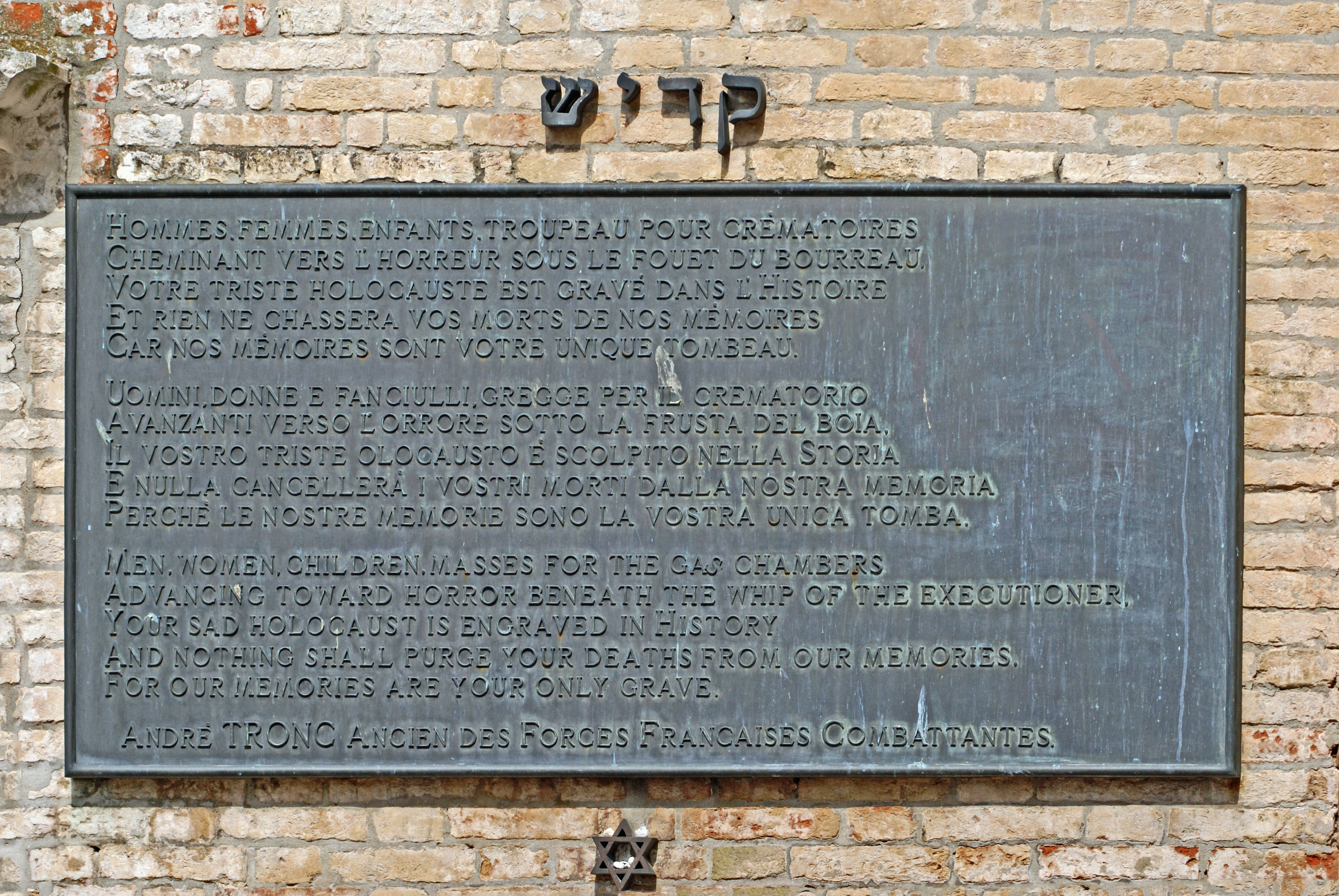
El memorial Poema de André Tronc - Campo del Ghetto Novo.
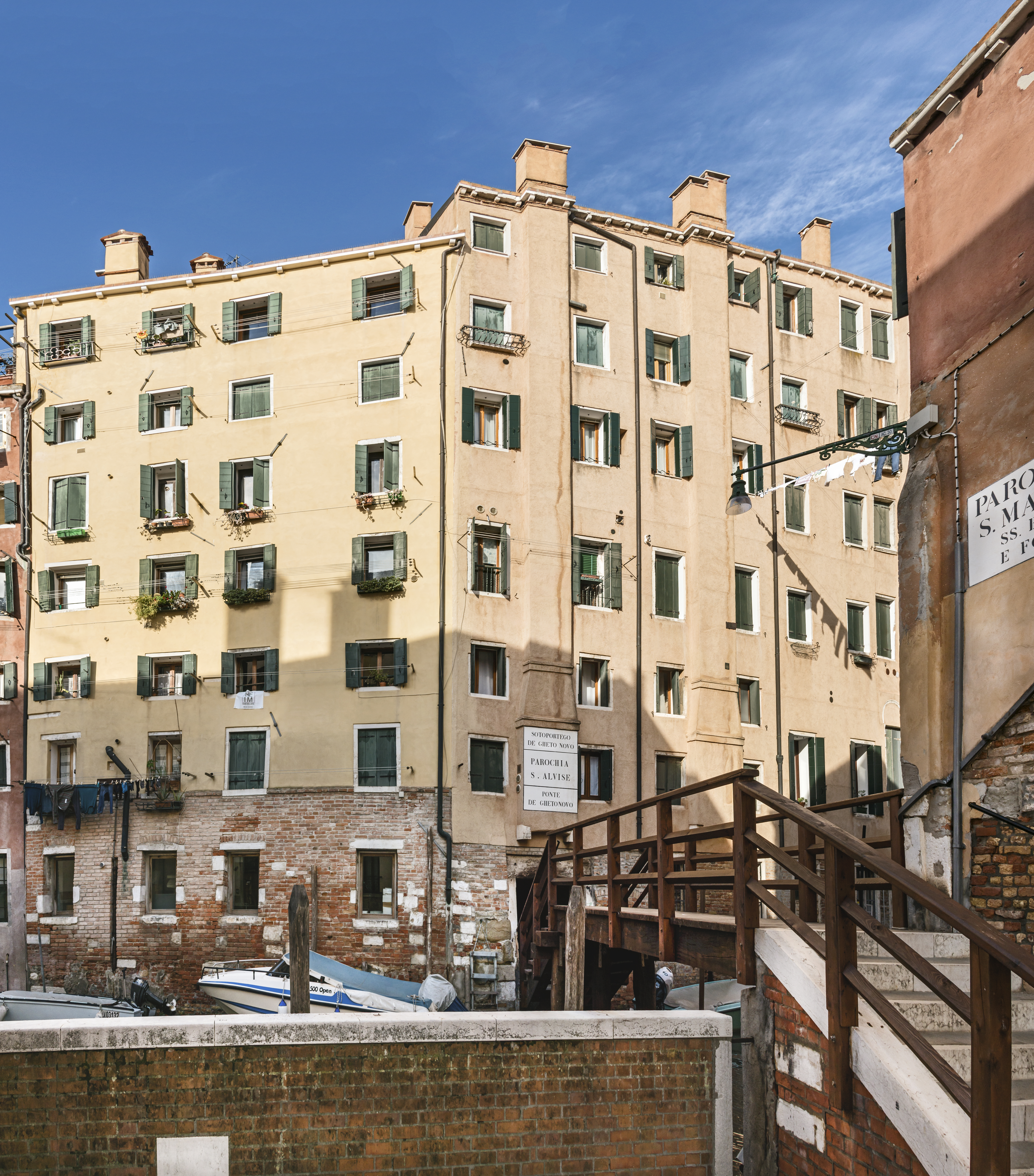
Inmueble en la entrada del Ghetto Novo.
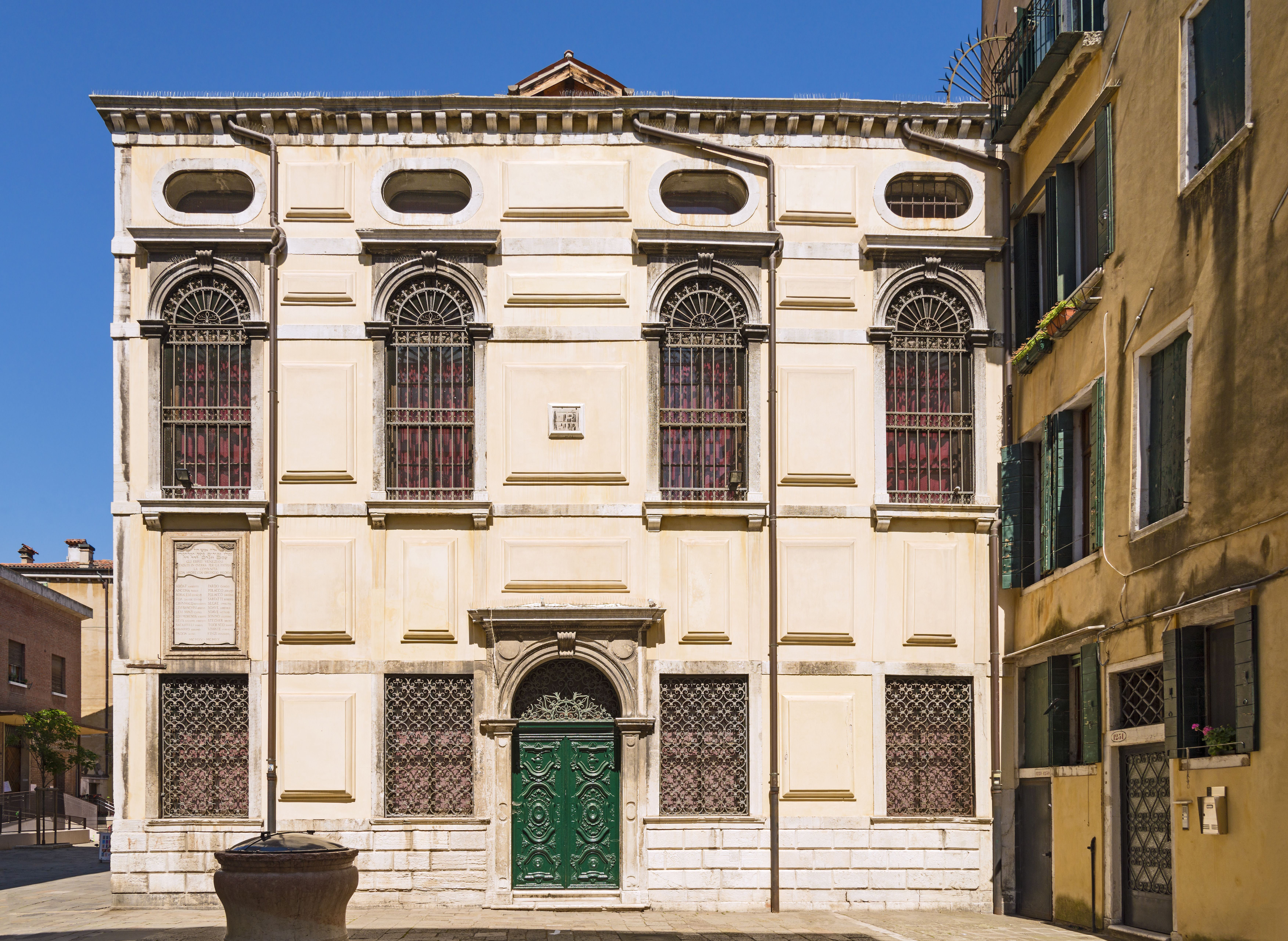
La schola Ebraica Levantina la fachada.
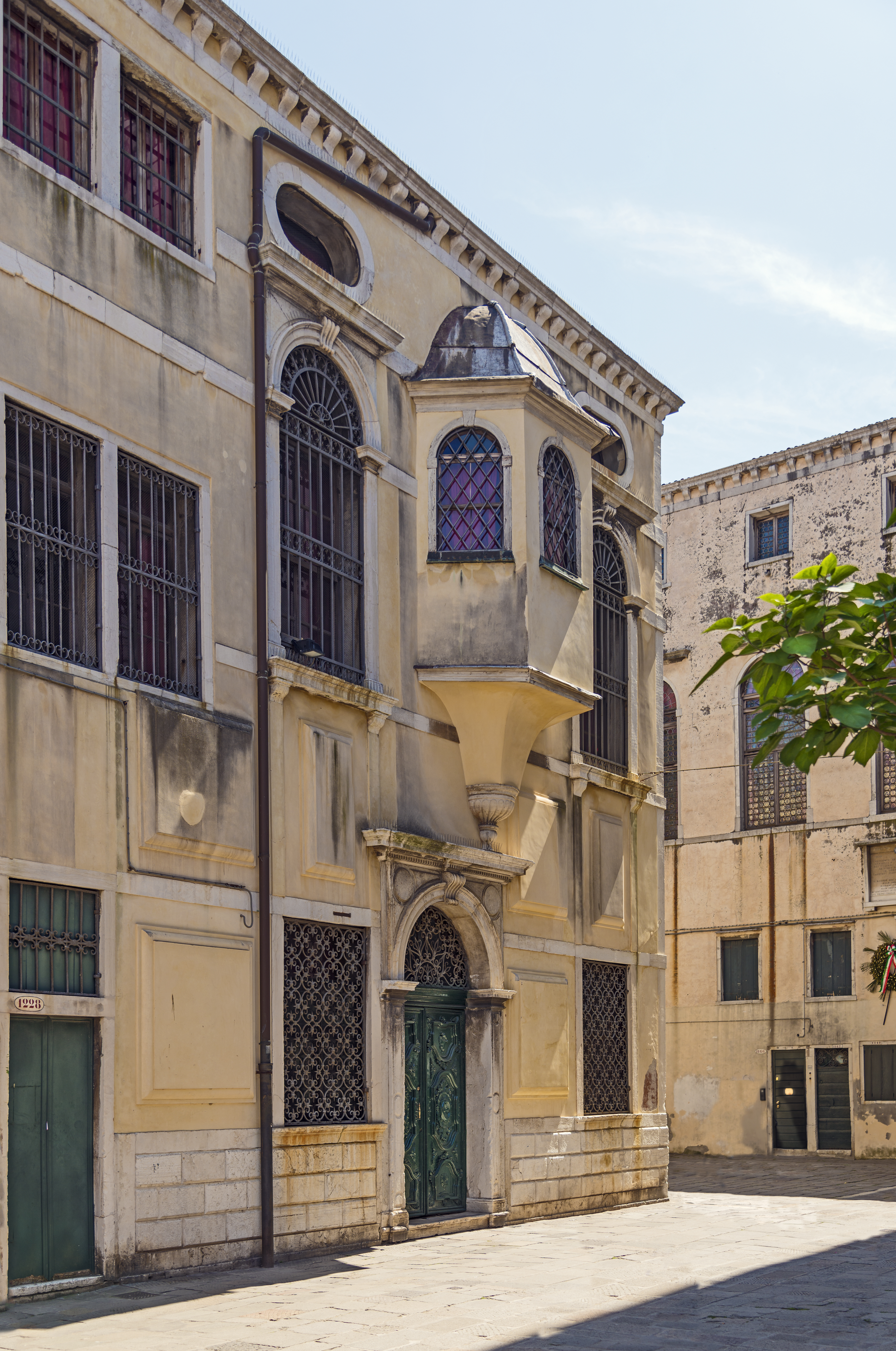
La schola Ebraica Levantina.
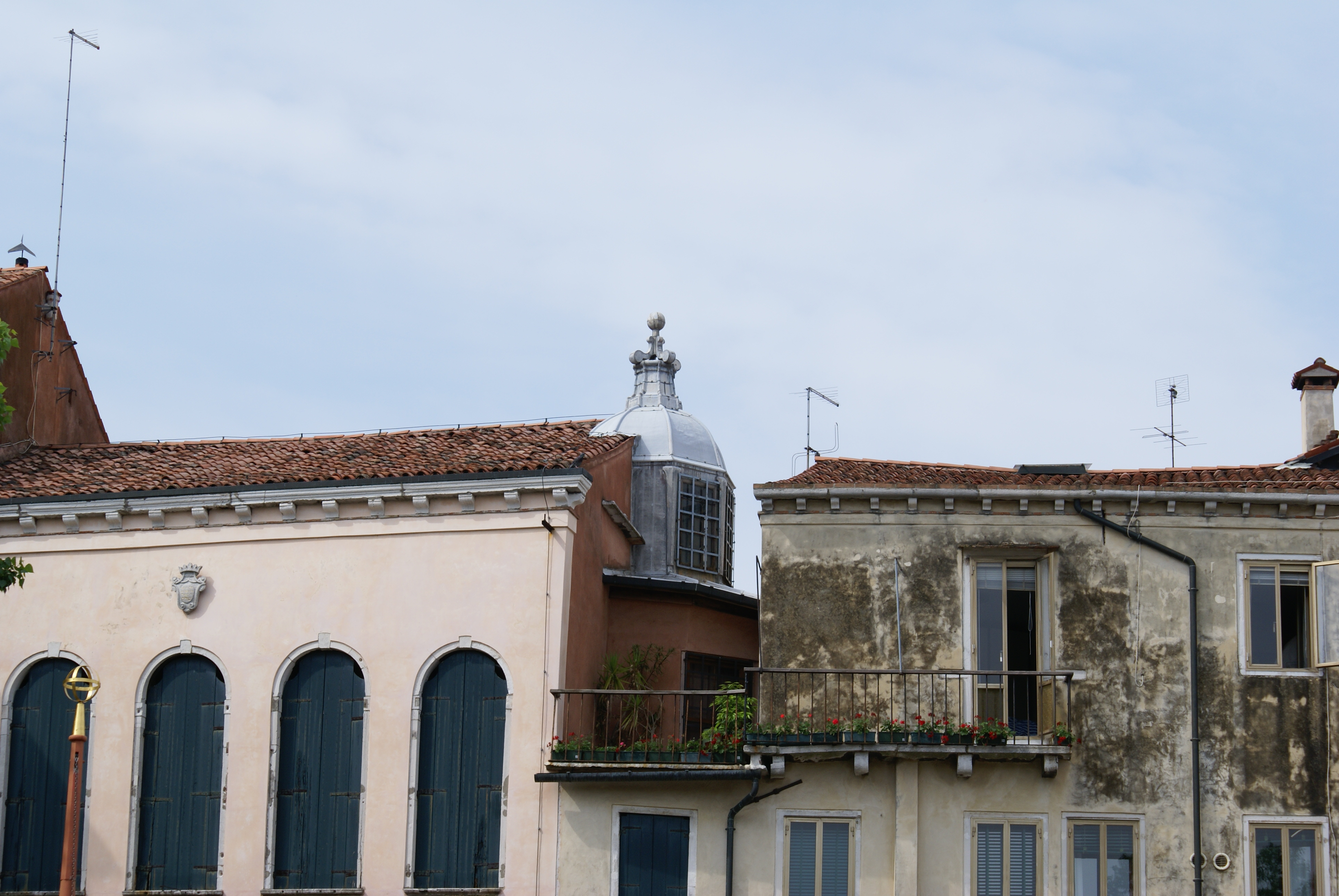
Particularidad de la Schola Italiana en el Ghetto Nuovo.
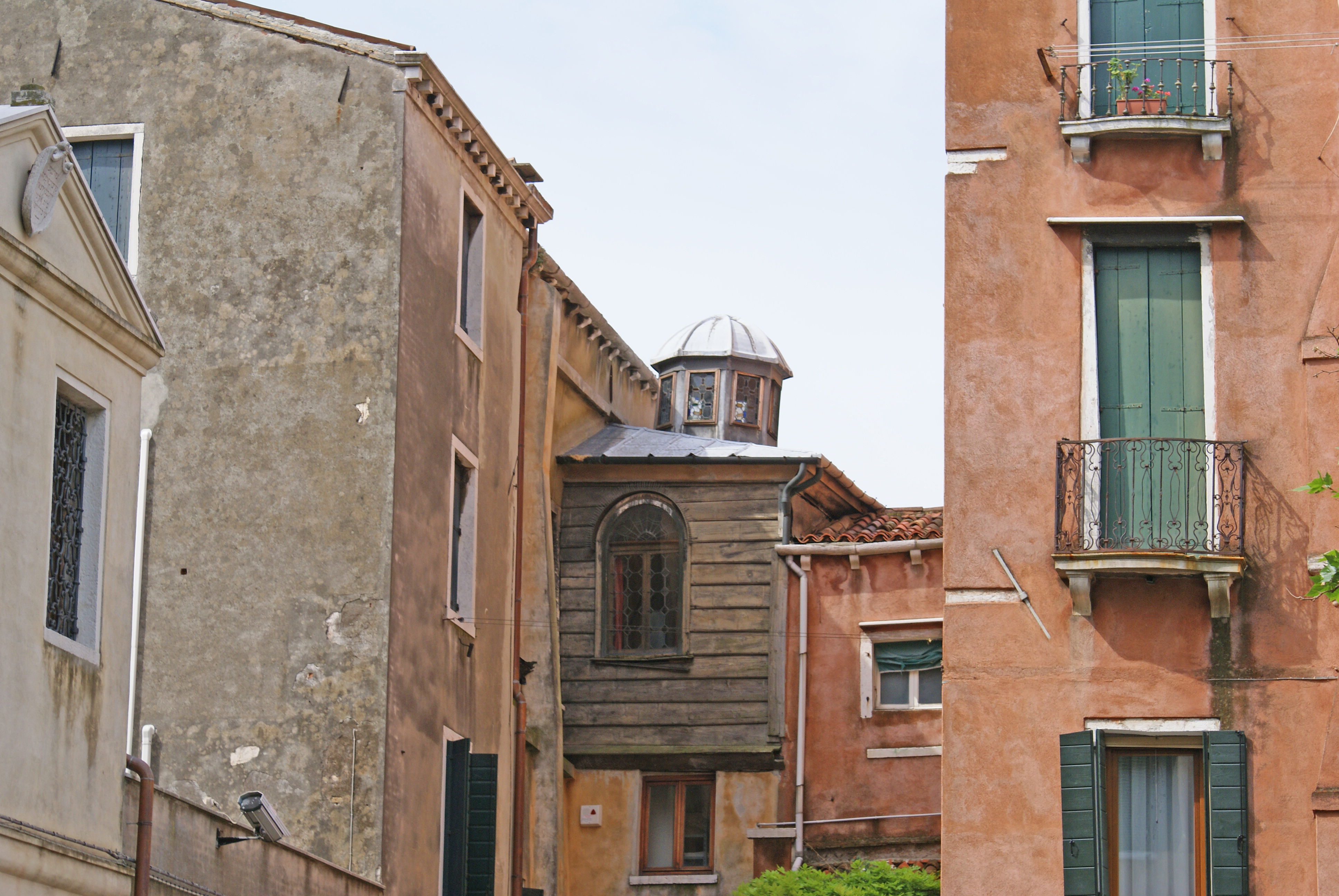
Particularidad de la Schola Canton en el Ghetto Nuovo.
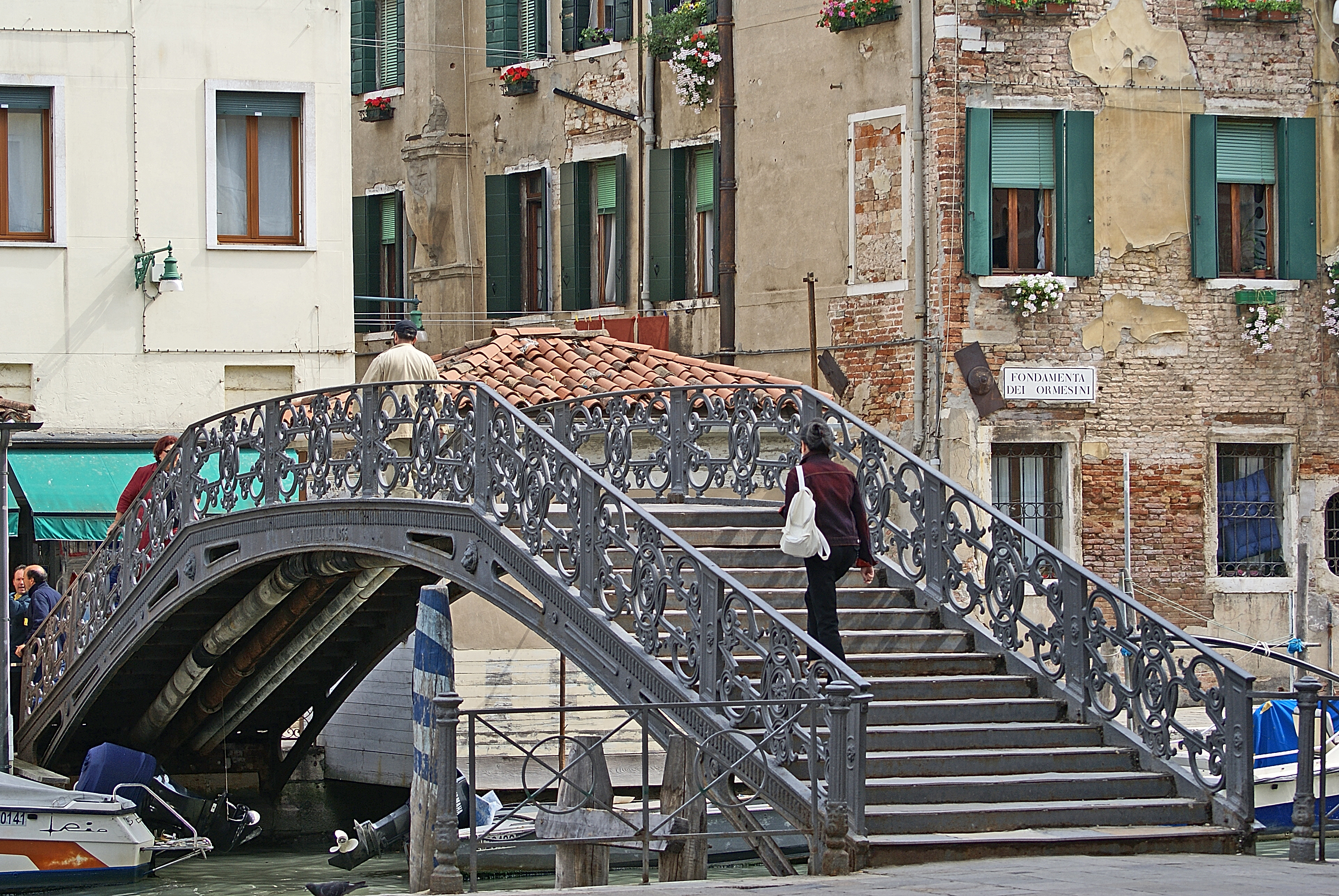
Ponte de Gheto Novo
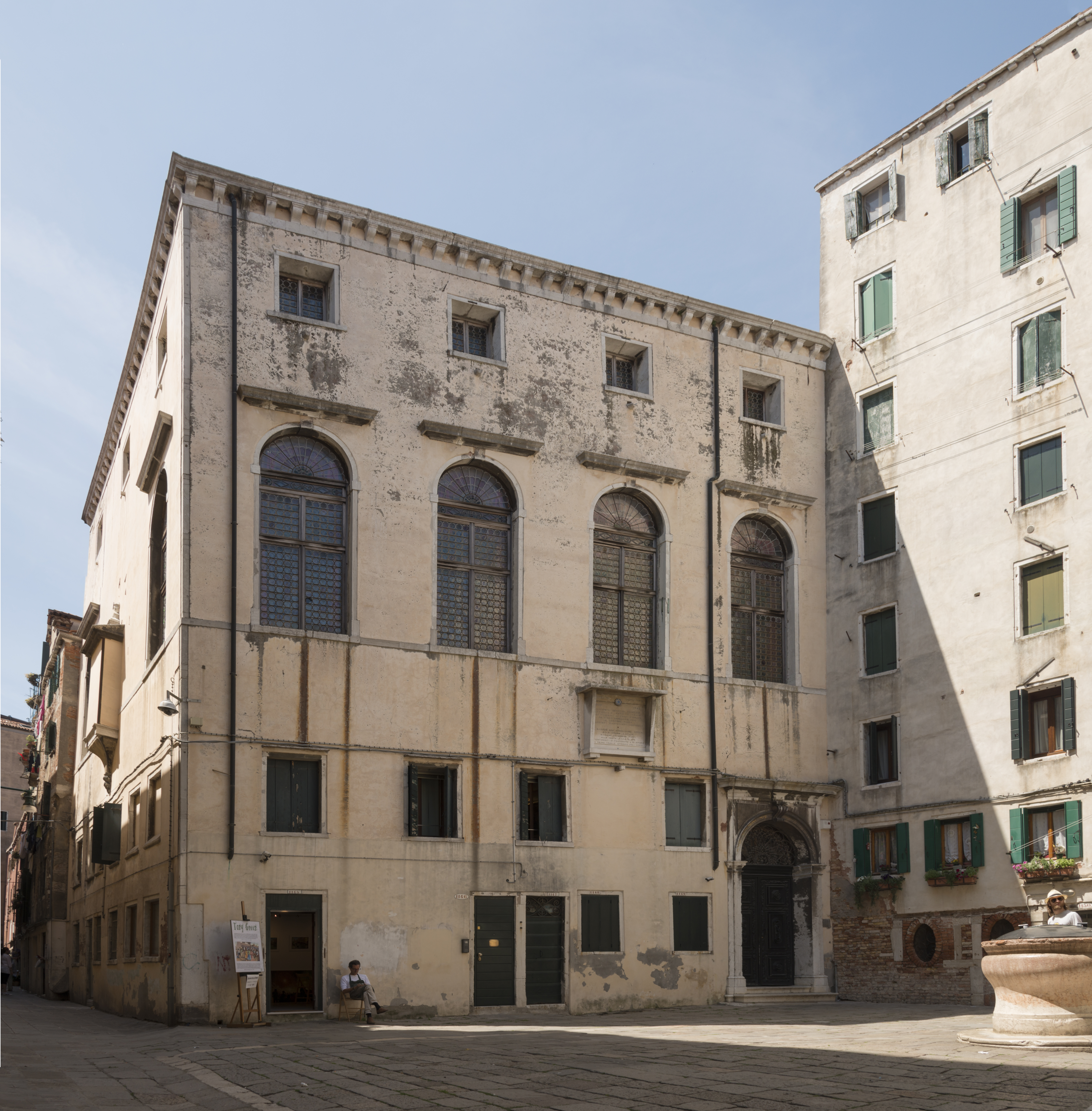
Sinagoga española

### Enlace interno
- Sinagoga española de Venecia